# Kowale Oleckie (gromada)
Kowale Oleckie (1954–57 Kowale Oleckie I) – dawna gromada, czyli najmniejsza jednostka podziału terytorialnego Polskiej Rzeczypospolitej Ludowej w latach 1954–1972.
Gromady, z gromadzkimi radami narodowymi (GRN) jako organami władzy najniższego stopnia na wsi, funkcjonowały od reformy reorganizującej administrację wiejską przeprowadzonej jesienią 1954 do momentu ich zniesienia z dniem 1 stycznia 1973, tym samym wypierając organizację gminną w latach 1954–1972.
Gromadę Kowale Oleckie (I) z siedzibą GRN w Kowalach Oleckich utworzono – jako jedną z 8759 gromad – w powiecie oleckim w woj. białostockim, na mocy uchwały nr 20/V WRN w Białymstoku z dnia 4 października 1954. W skład jednostki wszedł obszar dotychczasowej gromady Kowale Oleckie (z wyłączeniem lasów państwowych) ze zniesionej gminy Mieruniszki w tymże powiecie. Dla gromady ustalono 10 członków gromadzkiej rady narodowej.
1 stycznia 1958 do gromady Kowale Oleckie I przyłączono obszar zniesionej gromady Kowale Oleckie II, po czym nazwę gromady Kowale Oleckie I zmieniono na gromada Kowale Oleckie.
1 stycznia 1959 do gromady Kowale Oleckie przyłączono obszar lasów państwowych Nadleśnictwa Kowale Oleckie o powierzchni 71,91 ha (oddziały 295 i 299) z gromady Grabowo w powiecie gołdapskim.
1 stycznia 1972 do gromady Kowale Oleckie przyłączono wsie Monety, Rogówko i Szarejki ze zniesionej gromady Stożne.
Gromada przetrwała do końca 1972 roku, czyli do kolejnej reformy gminnej. Z dniem 1 stycznia 1973 roku utworzono gminę Kowale Oleckie.